# Amanda Craig

Amanda Craig

Amanda Craig (geboren 1959 in der Südafrikanischen Union) ist eine britische Schriftstellerin und Literaturkritikerin.

## Leben
Amanda Craig wuchs in Italien auf, wo ihre Eltern für die Vereinten Nationen arbeiteten. Sie besuchte in England die Bedales School und das Clare College in Cambridge.
Sie arbeitet seither als Journalistin für die großen englischen Zeitungen. Sie erhielt die Auszeichnung Young Journalist of the Year und den Catherine Pakenham Award. Sie schreibt vornehmlich Rezensionen zu Kinder- und Jugendbüchern und rechnet sich zu den ersten Rezensenten von J. K. Rowlings Harry Potter und der Literatur von Philip Pullman.
Seitdem sie selbst Romane schreibt, ist die Tätigkeit als Literaturkritikerin nur noch eine Nebenbeschäftigung. Craig schreibt Gesellschaftssatiren. Ihre Romane verbindet nicht nur das Sujet, sondern sie werden auch durch Roman(neben)figuren verbunden. Craigs Roman Hearts And Minds wurde auf der Longlist des Baileys Women’s Prize for Fiction benannt.
Craig ist verheiratet, hat zwei Kinder und machte gegenüber der Genderkampagne der Frauenrechte-Organisation Pinkstinks Germany den Einwand, dass – obschon auch sie die Farbe „hasse“ – eine Ächtung der Farbe rosa einen Kinderaufstand provozieren würde.

## Werke (Auswahl)
- Foreign Bodies (1990)
- A Private Place (1991)
  - Eine gute Schule : Roman. Übersetzung Gabriele Weber-Jaric. München : Ullstein, 2001
- A Vicious Circle (1996)
  - Spitze Federn : Roman. Übersetzung Brigitte Heinrich. München : List, 2000
- In a Dark Wood (2000)
- Love in Idleness (2003)
- Hearts and Minds (2009)
- The Lie of the Land (2017)

Literaturkritik
- How to drive a reviewer crazy: author and reviewer Amanda Craig has some pointers for publicists. In: The Bookseller, 7. November 2003, S. 25 ISSN 0006-7539